# 石橋春海
石橋 春海（いしばし はるみ）は日本の文筆家、ライター。青森県八戸市出身。横浜市在住。著書に『封印歌謡大全』（2007年）などがある。昭和特撮ヒーロー関連の著書では名前の読みを音読みで石橋春海（いしばし しゅんかい）としている。1980年代から1990年代にかけては伊庭晋太郎（いば しんたろう）名義で漫画原作者としても活動し、『マリア〜ブーメランのように』（土山しげる画、1991〜1996年、全6巻）は実写映画化もされた。祖父に、八戸市PRソングとして制作され流行歌となった「八戸小唄」（1932年発表）の作詞などで知られる作詞家・俳人・新聞記者の法師浜桜白がいる。

## 略歴
青森県八戸市出身。1975年、神田神保町の美学校・映画技作工房に入学し映画制作を学び、講師だった鈴木清順、大和屋竺に影響を受ける（第7期卒業）。テレビアニメ『ルパン三世』第2シリーズの第31話「白夜に向かって撃て」（1978年5月8日放送）では大和屋竺と共同で脚本を手掛けた。
その後、写真誌を中心とした取材記者として活動。文藝春秋の写真誌『エンマ』（1985〜1987）などにフリーの記者として携わった。また、1980年代から1990年代にかけて伊庭晋太郎名義で漫画原作者として活動し、自動車教習所を舞台にした一話完結形式のヒューマンドラマ漫画『紅いハンドル 夢ヶ丘人情交差点』（あきやま耕輝画、全5巻）や、トラブル解決の交渉人・鳴瀬五郎を主人公とする『かませ屋五郎』（那須輝一郎画、全3巻）などを発表。『マリア〜ブーメランのように』（土山しげる画、1991〜1996年、全6巻）はオリジナルビデオ化・実写映画化もされた。
1998年からTOKYO MXでニュース特番や音楽番組、町紹介番組の制作に携わった。
2007年4月、初の著書『封印歌謡大全』を刊行した。これはさまざまな理由で放送禁止、発売中止とされてしまった歌謡曲158曲を紹介する書籍であった。同年12月には、楽曲が「封印」されてしまったPANTA、つボイノリオ、克美しげる、高嶋弘之らへのインタビュー集『蘇る封印歌謡』を刊行。克美しげるの楽曲を本人歌唱で新録し、CDを付録につけた。
青森県八戸市で晩年を過ごした小説家・脚本家・作詞家で『月光仮面』原作者の川内康範（2008年死去）に傾倒し、「川内康範研究家」を称する。また、『月光仮面』などを制作した宣弘社に関する著作もあり、「テレビ映画&少年少女向け映画研究家」の肩書も使用している。
2010年から日刊紙『デーリー東北』で、青森県南部地方の文化などを扱った「おらホが主役だ! 〜南部地方が舞台の映画・テレビ・歌謡曲」（2010年1月〜2011年3月）、「続 おらホが主役だ! 〜南部愛こそすべて」（2012年1月〜2023年4月）を毎週連載。2023年7月からは同紙でコラム「南部を探して」を月2回連載している。
東京・有楽町駅近くにある八戸都市圏交流プラザ「8base」（エイトベース）でトークショーのコーディネーターを務めるなど、関東地方在住ながら八戸市および青森県南部地方に関する文化活動にさまざまな形でかかわっている。

## 主な著作
基本的に石橋春海（いしばし はるみ）名義。昭和特撮ヒーローを扱ったコスミック出版の3冊は石橋春海（いしばし しゅんかい）名義。

### 著書
歌謡曲
- 『封印歌謡大全』（三才ブックス、2007年4月）
- 『蘇る封印歌謡』（三才ブックス、2007年12月）
- 『【昭和】幻の4曲入りレコード大全 1955-1977』（有峰書店新社、2015年12月）

昭和特撮ヒーロー
- 『'60年代 蘇る昭和特撮ヒーロー』（石橋春海監修・執筆、コスミック出版、2013年12月）
- 『伝説の昭和特撮ヒーロー 元祖テレビ映画製作プロ 宣弘社全仕事』（コスミック出版、2014年7月）
  - 増補版『蘇る! 伝説の昭和特撮ヒーロー 【宣弘社創立80周年記念】宣弘社全仕事・完全版』（コスミック出版、2021年9月）
- 『ウルトラマン危機一髪からの大逆転SPECIAL』（円谷プロダクション監修、彩図社、2016年8月）

アントレックス〈サプライズVISUAL〉シリーズ
- 『懐かしのヒーロー番組「最終回はこうだった!」』（アントレックス、2016年8月）
- 『懐かしのアニメ「最終回はこうだった!」』（アントレックス、2016年12月）
- 『懐かしのヒーロー番組「そうだったのか! 最終回」』（石橋春海著、企画：小山真史、アントレックス、2017年8月）
- 『懐かしの特撮&アニメ 俺たちの昭和ヒーロー大行進 総集編 どうなったのか!? 最終回』（石橋春海著、企画：小山真史、アントレックス、2018年11月） - 総集編とされており、取り上げられた番組に先行の著書との重複はあるが、番組紹介の文章は異なる観点から新たに書き下ろされている。

その他
- 『昭和平成オカルトクロニクル』（アントレックス、2019年5月）

### 新聞連載
青森県南部地方を主な販売区域とする日刊紙『デーリー東北』に連載。
- 「おらホが主役だ! 〜南部地方が舞台の映画・テレビ・歌謡曲」（2010年1月12日〜2011年3月29日、毎週火曜掲載、全61回）
- 「黒澤映画に“魂”を入れた男 没後15年 脚本家・小國英雄の軌跡」（2011年4月5日〜12月27日、毎週火曜掲載、全37回）
- 「続 おらホが主役だ! 〜南部愛こそすべて」（2012年1月10日〜2023年4月25日、毎週火曜掲載）
- 「南部を探して」（2023年7月18日〜、月2回連載中）

## 原作担当漫画
伊庭晋太郎（いば しんたろう）名義。5作品すべて電子書籍化されている。

### ゴラク・コミックス
日本文芸社刊
- 紅いハンドル 夢ヶ丘人情交差点（全5巻） - あきやま耕輝画、1988年2月〜1989年5月
- 秘書マリ子 魅惑の社長秘書物語（全2巻） - 内山まもる画、1990年9月、12月
- かませ屋五郎（全3巻） - 那須輝一郎画、1992年6月〜9月

### SPコミックス
リイド社刊
- エイ・ダッシュ A-dash（全2巻） - とんぼはうす画、1990年8月、12月
  - 電子版は各巻が分冊となり全4巻となっている。

### マンサンコミックス
実業之日本社刊、〈マンサンコミックス〉
- マリア ブーメランのように（全6巻） - 土山しげる画、1991年10月〜1996年4月
  - 『週刊漫画サンデー増刊 ビクトリィ』連載
  - 2003年に廉価版コミック〈マンサンQコミックス〉（実業之日本社）で選集『マリア 〜女囚処刑人、誕生編〜』（第1巻の全9話分＋3話の計12話を収録）、『マリア 〜女囚処刑人、乱舞編〜』（2巻以降から12話分を収録）が刊行された。

ビデオ化・実写映画化
『マリア ブーメランのように』はオリジナルビデオが2作、劇場映画が1作製作された。製作はいずれもギャガ・コミュニケーションズ／円谷映像。
- 女囚処刑人マリア（1994年OV） - 主演：川島なお美、監督：古庄淳、脚本：君島真末、古庄淳
- 女囚処刑人マリア2（1995年OV） - 主演：杉本彩、監督：古庄淳、脚本：古庄淳、佐々木哲也
- 女囚処刑人マリア PRISONER MARIA: THE MOVIE（1995年11月18日劇場公開[10]） - 主演：青田典子、監督：片岡修二、脚本：永沢慶樹

## 雑誌等への寄稿
- 『東京時間旅行 荷風!』（日本文芸社）
  - 「路傍の片隅に佇む荷風が愛でた祠たち」（20号、2009年6月）
  - 「“新ばし”に65年ぶり お酌さんが復活」 / 「今も受け継がれる“新橋色”探訪」（21号、2009年9月）
  - 「“街道をゆく”を往く〜赤坂散歩編〜」 / 「司馬遼太郎の「街道をゆく」を読む」（22号、2009年12月）
  - 「野村胡堂とあらえびす 銭形平次の舞台 明神下から浮かぶ点と線」（23号、2010年3月）
  - 「東京の失われた遊園地跡を歩く」（24号、2010年6月）
  - 「旧・川越街道をゆく」（25号、2010年9月）
  - 「神田駿河台 明大生が食べた店」（26号、2010年12月）
  - 「“巨大塔を見上げる人々”を見る」（27号、2011年3月）
  - 「“都電ソング”を探して」（28号［最終号］、2011年6月）
- その他の雑誌
  - 「歌は世につれ、世は歌につれる――!? 「封印された歌謡曲」に見る世相史」（『週刊朝日』2007年8月3日号）
  - 「昭和の路地裏酒場を行く 青森県八戸市鮫町商店街」（『昭和の不思議101』2019年夏の男祭号、大洋図書、2019年7月）

座談会参加
- 「週現『熱討スタジアム』第347回 いしだあゆみ『ブルー・ライト・ヨコハマ』を語ろう」（橋本淳、恒川光昭、石橋春海の3名による座談会）（『週刊現代』2019年12月7・14日号）

寄稿した雑誌やMOOKにほかに、『散歩の達人』（交通新聞社）、別冊宝島『音楽誌が書かないJポップ批評』（宝島社）、『昭和の謎99』『昭和の不思議101』などの実話ナックルズ系雑誌・MOOK（ミリオン出版、のち大洋図書）などがある。